# Shamo
Shamo (jap. 軍鶏) – rasa kur wywodząca się z Japonii. Koguty tej rasy charakteryzują się wielkim temperamentem w stosunku do innych ras kur. Shamo daje się oswoić przez opiekuna. Waga koguta wynosi ok. 6 kg, a kury ok. 4,5 kg.

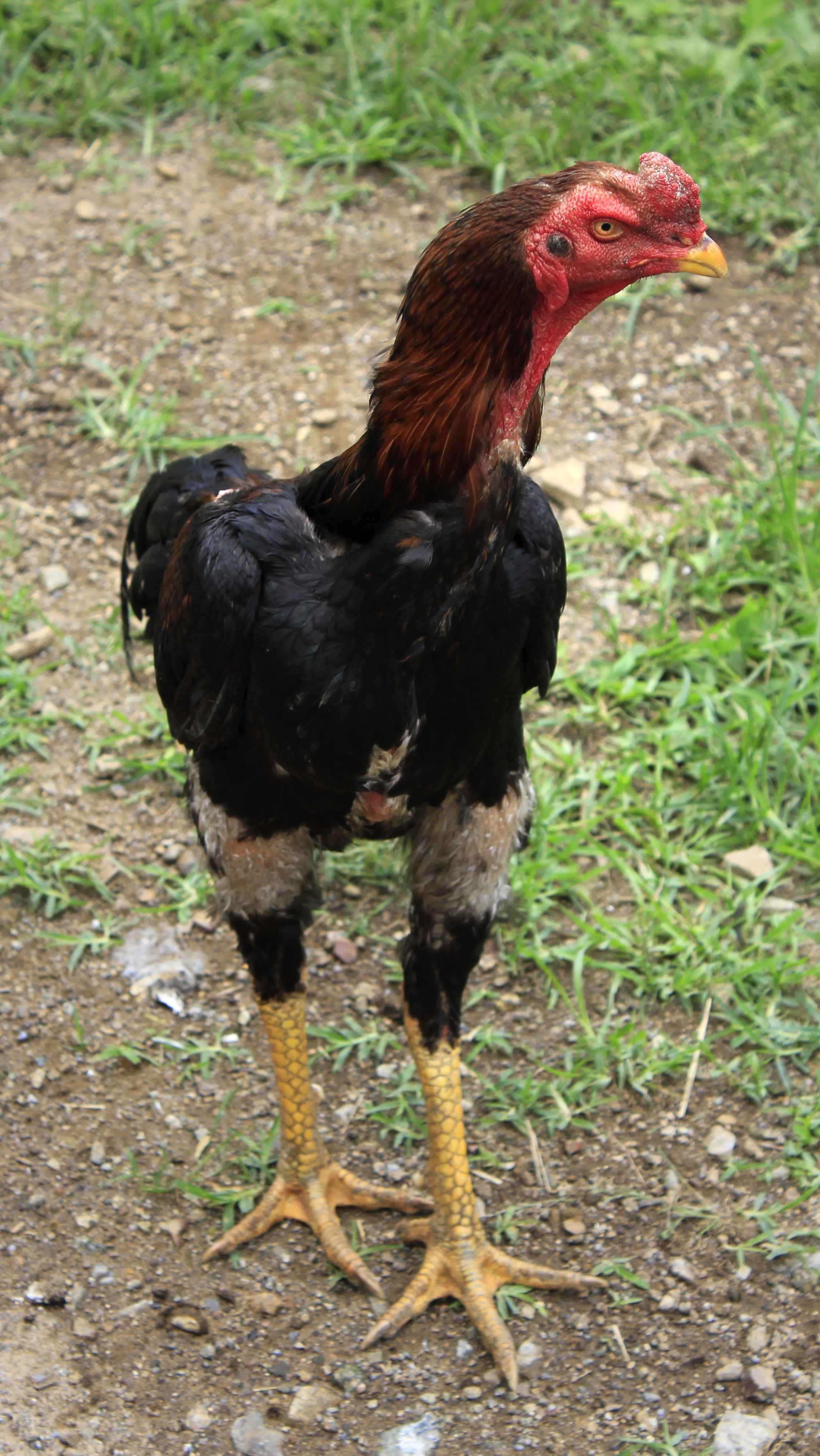
Kurczak rasy Shamo

Nazwa nadana tej rasie w Europie Zach. nie jest w istocie prawidłowa. W języku japońskim określenie "Shamo" (jap. 軍鶏) oznacza po prostu "kurę bojową" i przynależne jest całej kategorii kur ras bojowych, nie zaś jednej tylko rasie. Shamo nam znane to rasa nazywana w Japonii "Ō Shamo" (jap. 大軍鶏). Japończycy uważają, że ta starożytna rasa przywędrowała do ich kraju z Chin. Około roku 1880 Niemcy przywieźli pierwsze Shamo do Europy.
Rasa charakteryzuje się krótkimi i sztywnymi piórami, zapewniającymi ptakowi ochronę i uniemożliwiając przeciwnikowi chwytanie w czasie walki. Pozycja ciała jest praktycznie pionowa. Pierś jest szeroka, twarda i muskularna. barki są umiejscowione wysoko, w oddaleniu od tułowia. Szyja jest długa i nieco łukowato wygięta. Głowa jest szeroka, a wypukłe brwi doskonale chronią oczy. Na przedzie głowy ptak posiada mały grzebień orzeszkowy z trzema niskimi, podłużnymi fałdami. U koguta dzwonki są bardzo małe, zaś u kury nie występują. Oczy mają perłową barwę. Ogon jest noszony częściowo złożony, poniżej linii poziomej. Tułów ptaka osadzony jest bardzo wysoko, a nogi i skoki są długie. Nogi są żółte, a u odmian z ciemnym upierzeniem brązowe do czarnych z żółtymi podeszwami. 
Shamo w kontaktach z właścicielem może być bardzo przyjazne i ufne, natomiast między sobą koguty toczą walki, aż do momentu śmierci słabszego osobnika. Oznacza to, że ptaki należy utrzymywać w dobrze zabezpieczonych kurnikach, najlepiej w parach, gdyż z zasady są one monogamiczne. Chcąc utrzymywać kilka par należy umieścić w kurniku przegrody, by ptaki nie mogły się widzieć. Kury niosą się bardzo słabo. 